# Élections générales espagnoles d'avril 2019 dans la région de Murcie
Les élections générales espagnoles d'avril 2019 (en espagnol : Elecciones generales de España de abril de 2019) se sont tenues le dimanche 28 avril 2019 afin d'élire les 350 députés et 208 des 266 sénateurs de la XIIIe législature des Cortes Generales. 10 députés sont élus dans la région de Murcie.

## Résultats
| Parti                  | Parti                                                   | Voix      | %     | +/-           | Sièges | +/-           |  |
| ---------------------- | ------------------------------------------------------- | --------- | ----- | ------------- | ------ | ------------- |  |
|                        | Parti socialiste ouvrier espagnol (PSOE)                | 190 540   | 24,77 | 4,46          | 3      | 1             |  |
|                        | Parti populaire (PP)                                    | 180 163   | 23,43 | 23,35         | 2      | 3             |  |
|                        | Ciudadanos (Cs)                                         | 150 289   | 19,54 | 3,85          | 2      | en stagnation |  |
|                        | Vox                                                     | 143 234   | 18,62 | 18,25         | 2      | 2             |  |
|                        | Unidas Podemos (UP)                                     | 80 053    | 10,41 | 4,10          | 1      | en stagnation |  |
|                        | Parti animaliste contre la maltraitance animale (PACMA) | 10 611    | 1,38  | 0,23          | 0      | en stagnation |  |
|                        | Nous sommes région (SR)                                 | 4 976     | 0,65  | Nv.           | 0      | en stagnation |  |
|                        | Recortes Cero-Grupo Verde (RC-GV)                       | 1 406     | 0,18  | en stagnation | 0      | en stagnation |  |
|                        | Parti communiste ouvrier espagnol (PCOE)                | 1 162     | 0,15  | Nv.           | 0      | en stagnation |  |
|                        | Autres partis                                           | 1 879     | 0,24  | -             | 0      | -             |  |
|                        | Vote blanc                                              | 4 771     | 0,62  | 0,10          |        |               |  |
|                        |                                                         |           |       |               |        |               |  |
| Suffrages exprimés     | Suffrages exprimés                                      | 769 084   | 98,93 |               |        |               |  |
| Votes nuls             | Votes nuls                                              | 8 339     | 1,07  |               |        |               |  |
| Total                  | Total                                                   | 777 423   | 100   | -             | 10     | en stagnation |  |
| Abstention             | Abstention                                              | 279 873   | 26,47 |               |        |               |  |
| Inscrits/Participation | Inscrits/Participation                                  | 1 057 296 | 73,53 |               |        |               |  |